# 牟辛
牟辛（？—前346年），戰國時期齐国的大夫。
《史记·六国年表》和《史记·田敬仲完世家》记载齐威王三十三年（前346年），齐国杀其大夫牟辛。《史记集解》《史记索隐》引用徐广：“一作夫人”。认为牟辛是某位齐王的夫人。杨宽《戰国史料编年辑证》以为前346年应该是齐威王十一年。《竹书纪年》：“齐桓公十一年杀其君母。宣王八年杀王后”。则牟辛或为田齐桓公时的君母（田剡之母），或为齐威王的夫人，或为齐宣王的夫人。